# Les Indomptés (film, 2024)
Pour les articles homonymes, voir Les Indomptés.
Pour plus de détails, voir Fiche technique et Distribution.
Les Indomptés (On Swift Horses) est un film américain réalisé par Daniel Minahan et sorti en 2024.
Il s'agit de l'adaptation du roman On Swift Horses de Shannon Pufahl,.
Il est présenté en avant-première mondiale au Festival international du film de Toronto 2024.

## Synopsis
Muriel et son mari Lee commencent une nouvelle vie brillante en Californie après son retour de la guerre de Corée, qui est bouleversée par l'arrivée du jeune frère charismatique de Lee, Julius. 
Lee souhaite que tous les trois construisent une nouvelle vie ensemble à San Diego, mais Julius décide plutôt de se rendre à Las Vegas, où il trouve un emploi dans un casino et rencontre Henry, un collègue de travail de sexe masculin. Julius et Henry tombent amoureux et les deux hommes entament une relation amoureuse secrète, allant jusqu'à vivre ensemble dans une chambre de motel. Pendant ce temps, Muriel se lance sur dans une vie secrète en Californie, jouant sur des chevaux de course et découvrant un amour qu'elle n'aurait jamais cru possible après avoir rencontré une voisine 

## Fiche technique
Sauf indication contraire, les informations mentionnées dans cette section peuvent être confirmées par les bases de données cinématographiques IMDb et Allociné,  présentes dans la section « Liens externes ».
- Titre original : On Swift Horses
- Titre français : Les Indomptés
- Réalisation : Daniel Minahan
- Scénario : Bryce Kass, d'après le roman On Swift Horses de Shannon Pufahl[1],[2]
- Musique : Mark Orton
- Décors : Erin Magill
- Costumes : Jeriana San Juan
- Photographie : Luc Montpellier
- Son : Sean O'Malley et Wen Hsuan Tseng
- Montage : Robert Frazen, Joe Murphy et Kate Sanford
- Production : Mollye Asher, Michael D'Alto, Tim Headington, Daniel Minahan et Peter Spears
  - Production exécutive : Claude Amadeo, Nate Kamiya, Bryce Kass, Theresa Steele Page, Mason Plotts, Joe Plummer, Randal Sandler, Chris Triana, Christine Vachon, Alvaro R. Valente et Jenifer Westphal
- Sociétés de production : FirstGen Content et Ley Line Entertainment, en coproduction avec Cor Cordium Productions, The Dan Corp et Wavelength
- Sociétés de distribution : Sony Pictures Classics (États-Unis) ; Metropolitan Filmexport (France), Metropole Films Distribution (Québec)[4]
- Pays de production :  États-Unis
- Langue originale : anglais
- Format : couleur — 2,39:1 — son 5.1
- Genre : drame romantique
- Durée : 119 minutes
- Dates de sortie :
  - Canada : 7 septembre 2024 (Festival international du film de Toronto)
  - États-Unis : 13 mars 2025 (avant-première à Austin) ; 25 avril 2025 (sortie nationale)
  - Québec : 25 avril 2025[4]
  - France : 30 avril 2025

## Distribution
- Daisy Edgar-Jones (VF : Rebecca Benhamour) : Muriel, épouse de Lee
- Jacob Elordi (VF : Alexis Gilot) : Julius, frère de Lee, vétéran de la guerre de Corée
- Will Poulter : Lee, époux de Muriel et frère de Julius
- Diego Calva : Henry, petit ami de Julius
- Sasha Calle : Sandra, voisine et petite amie de Muriel
- Kat Cunning (VF : Juliette Lamboley) : Gail
- Don Swayze (en) : Terence

Source et légende : version française (VF) sur RS Doublage

## Production

### Développement
À la mi-juillet 2021, le producteur, Peter Spears, et le réalisateur, Daniel Minahan, annoncent en train de développer le film avec Tim Headington et sa société, Ley Line Entertainment, et que Bryce Kass adapte le roman On Swift Horses de Shannon Pufahl. Mollye Asher et Michael D'Alto de la société, FirstGen Content, ainsi que Theresa Steele Page de Ley Line Entertainment, rejoindraient plus tard Peter Spears, Daniel Minahan et Tim Headington en tant que producteurs du film, avec un financement de Ley Line Entertainment et FirstGen, aux côtés de Wavelength. Les producteurs exécutifs du film sont les scénaristes, Bryce Kass, Alvaro Valente, Christine Vachon et Mason Plotts, pour Killer Films, Nate Kamiya et David Darby pour Ley Line Entertainment, Randal Sandler, Claude Amadeo et Chris Triana pour FirstGen et Jennifer Westphal et Joe Plummer pour Wavelength, ainsi que Lauren Shelton, Jeffrey Penman, Jacob Elordi, Daisy Edgar-Jones, Teddy Schwarzman et John Friedberg.

### Tournage
Le tournage commence le 28 février 2023 à Los Angeles (Californie).
Diego Calva déclare avoir tourné des « scènes assez chaudes » avec Jacob Elordi.

## Accueil

### Festival et sorties
Les Indomptés est projeté en avant-première mondiale, le 7 septembre 2024, au Festival international du film de Toronto.
Il sort le 25 avril 2025 par Sony Pictures Classics aux États-Unis, puis le 30 avril suivant par Metropolitan Filmexport en France.

## Distinctions

### Sélection
- Festival international du film de Toronto 2024 : section « World Premiere »[3]